# Erythropterus urucuri
Erythropterus urucuri är en skalbaggsart som beskrevs av Martins och Maria Helena M. Galileo 2004. Erythropterus urucuri ingår i släktet Erythropterus och familjen långhorningar.
Artens utbredningsområde är Venezuela. Inga underarter finns listade i Catalogue of Life.